# 山西大学
山西大学，簡稱山大，创建于1902年5月8日，最初名为山西大学堂，坐落于中华人民共和国山西省太原市小店区，是一所公立高等院校，是中国办学历史最悠久的高等学府之一。現為山西省人民政府和教育部共同建設的部省合建大学、第二轮“双一流”建设高校、国家中西部高校综合实力提升工程（一省一校工程）重点建设的14所院校之一，同时还是中西部高校联盟成员。

## 简介
山西大学是山西省重点建设大学、中西部高校基础能力建设工程、111计划、英才计划、国家建设高水平大学公派研究生项目、全国创新创业典型经验高校 、国家理科基础科学研究和教学人才培养基地、教育部来华留学示范基地、国家大学生文化素质教育基地、中华优秀传统文化传承基地、首批“卓越法律人才教育培养计划”、全国首批深化创新创业教育改革示范高校、首批高等学校科技成果转化和技术转移基地，为中西部“一省一校”国家重点建设大学（Z14）联盟、全国九所地方综合性大学协作会成员、中国东西部高校课程共享联盟、黄河流域大学联盟成员。
学校前身是1902年5月8日创办的山西大学堂，1912年改名山西大学校，1931年改名山西大学，1943年改名为国立山西大学，1953年更名山西师范学院，1961年恢复山西大学校名。
截至2023年3月，学校有坞城、东山、大东关3个校区，总占地面积3008亩，建筑面积116.64万平米；有19个一级学科博士学位授权点、35个一级学科硕士学位授权点、24个硕士专业学位种类、14个博士后流动站；现有全日制本科生24155人、全日制硕士研究生7366人、非全日制硕士研究生1550人，全日制博士研究生977人，设有本科专业87个。

## 历史沿革

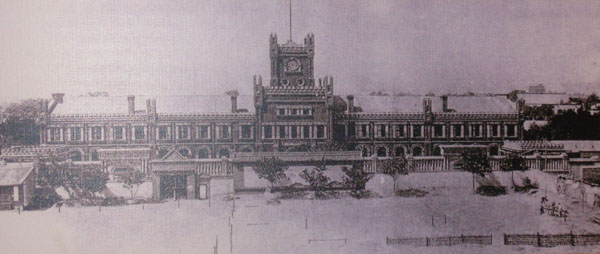
侯家巷的山西大学堂，1904年

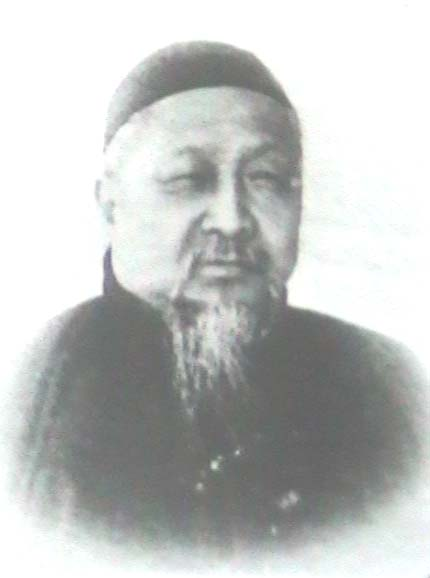
山西大学堂创办者岑春煊

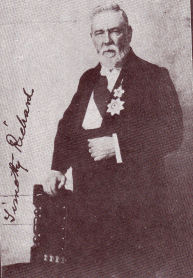
山西大学堂西学书斋总理李提摩太

### 山西大学堂时期
山西大学创建于1902年，最初名为山西大学堂（Imperial University of Shansi），是中国创办最早的三所大学堂之一，其他的两所国立大学是京师大学堂（北京大学前身），北洋大学堂（天津大学前身）。它也与武汉大学前身自强学堂、上海交通大学前身南洋公学等属同时期的近代新式高校。
1901年9月，山西巡抚岑春煊奉旨以明朝万历年间设立的晋阳书院和清末张之洞创立的令德堂为基础，筹办山西大学堂。办学费用来自英國撥還的庚子拳亂賠款。
1902年5月8日，山西大学堂正式成立。后来，岑春煊接受英國传教士李提摩太的建议，增设西学书斋，原有的部分称中学书斋。李提摩太为西学书斋总理，西斋于1902年6月26日开学。

### 山西大学校时期
最初校址设立在太原市侯家巷内（现在的太原师范学院所在地）。民国初年更名为山西大学校，是当时为数不多的公立（官立）大学之一。依据民国初年学制，山西大学校取消中斋和西斋，设立预科和本科。预科学制3年，本科学制4年。
1913年，设立法科法律学门和工科土木工学门。
1914年，山西公立工业专门学校原设的土木、机械、采矿冶金三个专门科并入山西大学校。
1917年，工科教学大楼落成。
1918年7月，北洋政府参议院议员中央选举委员会将山西大学校列入国立范围。这意味着，凡在山西大学校本科毕业，以其所学任事三年，或曾任山西大学校校长以及教员满三年者，可以参与选举。
1925年5月18日，山西大学学生发起“反房税”运动，学生列队前往省议会请愿，随后转往督署，与阎锡山交涉，最后迫使阎锡山废除房税。
1928年2月，派遣教授潘连茹为本校驻京代表，参加中国国立大学联合会。

### 山西大学时期
随着阎锡山于1930年因为反蒋失败而下野，国民政府的各项教育制度开始在山西省推行。1931年7月，按照国民政府颁布的《大学组织法》和《大学规程》，山西大学校改称山西大学。
依据新章程，预科改为附属高级中学，本科各科改为学院。
1934年7月，奉教育部令和山西省政府决议，山西省立法学院并入山西大学。同年，山西省立教育学院并入山西大学。
1935年7月，根据山西省政府颁布的《山西省整顿人才教育案》，设立理学院。
1937年8月，侵华日军不断空袭太原，山西省政府命令太原各校向晋南疏散。山西大学校部和理工两院迁往临汾，法学院迁往平遥，文学院迁往运城。
1937年11月8日，日军攻陷太原，山西省政府下令各大专院校立刻停课解散，图书设备等校产交由当地政府保管。
1938年春季，日军南下，晋南各县失守，山西大学师生星散，校产遗失无存。存留在太原的山西大学校址先是被日伪用作兵工厂，后于1944年成立山西省立太原工业职业学校。
1939年夏初，部分身在重庆的山西大学教师向国民政府行政院长孔祥熙提议，在重庆恢复山西大学。1939年9月初，山西省政府决定恢复山西大学，由阎锡山兼任校长，同时将山西省立农业专科学校和山西省立工业专科学校并入山西大学。1939年12月23日，山西大学在陕西省三原县复课。
1941年春季，由于校内出现“省立改国立”的学生风潮，山西大学与三青团三原县团部和胡宗南十六军政治部发生冲突，山西省政府电令教务长徐士瑚，将山西大学从三原县迁往宜川县秋林镇虎啸沟。
1943年2月，由于虎啸沟瘟疫流行，山西大学由虎啸沟迁往山西省吉县克难坡。

### 国立山西大学时期
1943年4月，国民政府教育部长陈立夫下令将山西大学改为国立，经费由教育部拨发。1943年7月，山西大学全体师生由克难坡返回虎啸沟，在此办学直到抗战胜利。
日本无条件投降后，山西大学师生于1945年10月奉命离开虎啸沟返回太原，但是由于同蒲铁路中断以及太原校舍被占用，因此于1945年12月底在韩城借用医院空房上课。
1946年3月，全体师生陆续返回太原，并于5月重新开学上课。
1948年7月1日，由于全国学生运动此起彼伏，全校学生组织停火罢灶以呼应平、津学生反饥饿、反内战斗争。并推举代表向校方交涉，要求增加公费，但是国民政府教育部派驻山西大学的会计主任徐秀溪对此予以拒绝。徐秀溪因为态度蛮横被学生打伤，随即逃往校长徐士瑚家中。学生在徐士瑚家附近与校方辩论数小时，终于使校方同意学生要求。
此后，由于解放军徐向前所部在晋中战役中占据上风，太原有被围困的危险，学生召开大会，成立了山西大学迁校委员会。
7月6日，迁校委员会派出马华、洪耶、高波三名代表面见阎锡山，提出派飞机送学生到北平的要求，阎锡山答应了学生的要求，学生们还进一步趁势要阎锡山写信给傅作义，希望帮助解决学生住宿问题，阎锡山也同意了，遂命令在座的教育厅厅长刘逢炎办理。
部分学生于7月18日至7月20日之间，分批乘坐飞机到达北平，许多教师也一并抵达北平。抵达北平的学生临时进驻位于东四七条的阎锡山公馆。
同年8月12日，在北平的山西大学学生由于无法找到校舍，强行搬入中南海勤政殿和瀛台。中南海随即被警察封锁。华北剿匪总司令部总司令傅作义通过电报与国民政府教育部长朱家骅、山西大学校长徐士瑚商议后，拨出张家口的德王府，作为山西大学临时校舍。朱家骅则电令徐士瑚，要求他对傅作义的决定“遵照执行”。
同年9月下旬，校长徐士瑚抵达北平。
同年11月，在张家口的山西大学学生因为生活困难而纷纷返回北平。此时山西大学校部在东华门南夹道北平梨园公会大楼办公，文学院与法学院在东交民巷井陉煤矿公司大楼，工学院在东单总部胡同的一所大院，医学院在东单苏州胡同农业部农产公司棉产会大楼，另外在西河沿和朝内大街也有学生宿舍，并且陆续开课。
同年12月中旬，由于反对阎锡山强迫机关学校人员挖战壕，本年招收的所有新生和部分教师一同抵达北平。此时山西大学共有在校生484人，教师74人。
1949年1月31日，平津战役结束，解放军进入北平。在北平的山西大学由北平军事管制委员会接管。
1949年4月26日，太原战役结束，解放军攻克太原。留在太原的山西大学由太原市军事管制委员会接管。
1949年5月15日，在北平的山西大学师生全部回到太原。
1949年8月，太原市军事管制委员会决定将山西省立川至医学专科学校、山西省立高级助产职业学校和晋冀鲁豫边区白求恩国际和平医学专科学校合并到山西大学医学院。
1949年9月，根据华北人民政府教育部的决定，中国大学理学院并入山西大学。时山西大学设文、理、医、工、法五个学院。

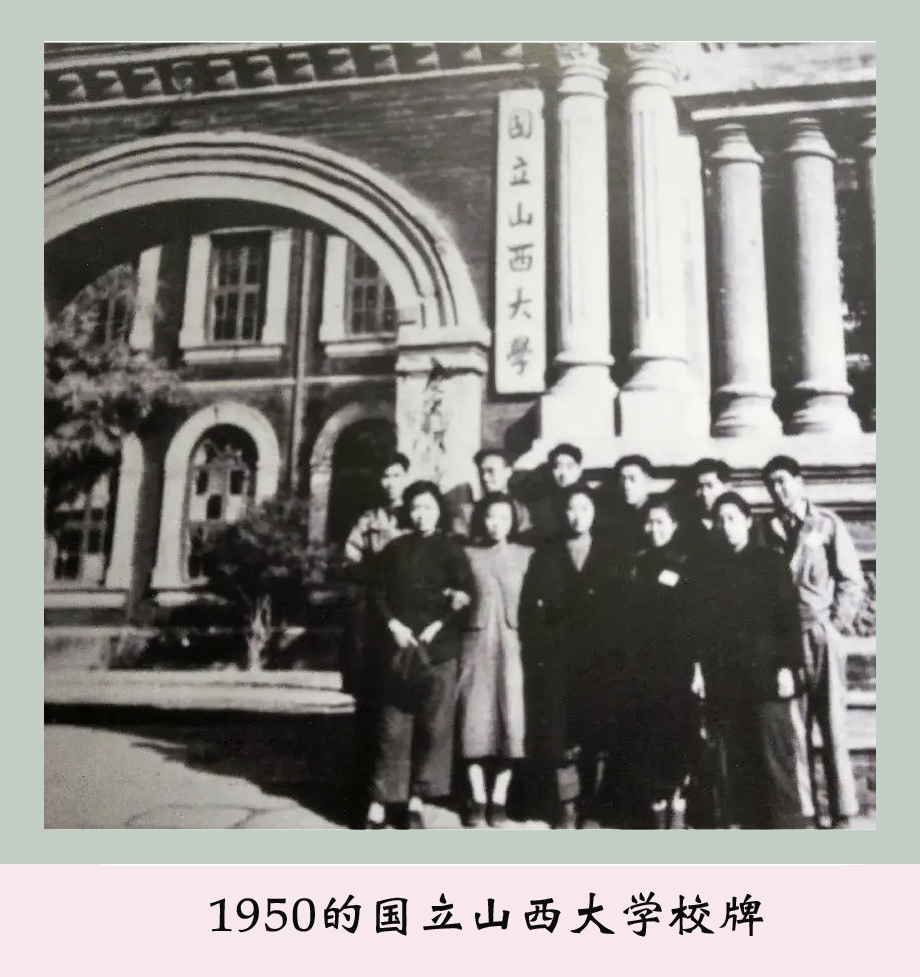
1950年的国立山西大学

### 1951年后的山西大学
1951年1月1日，学校名称由“国立山西大学”改为“山西大学”。
1951年，山西省人民政府接管铭贤学院（今为山西农业大学）后，将该院的机械工程系和冶金工程系并入山西大学工学院。
这一时期，山西大学师生人数不断增加。1953年，山西大学共有在校生2100余人，全校教师363人。

### 山西师范学院时期
1953年院系调整后，取消山西大学建制，文，理两院合并，改称山西师范学院，为教育部直属高校；医、工两院相继独立建院，法学院称财经学院，后划归入中国人民大学。
1954年由太原市侯家巷迁入现在的坞城路校区（当时仍为太原南郊）。设立七系八科：教育系、历史系（科）、中文系（科）、俄语系（科）、数学系（科）、化学系（理化科）、生物系（科）、地理科、体育科。另有马列主义教研室。
1955年，增设物理科，撤销俄语科、理化科。同时组织教师在自编教材之余，翻译苏联教材。
1960年，在校学生增加到4127人，教师498人。

### 山西大学复校

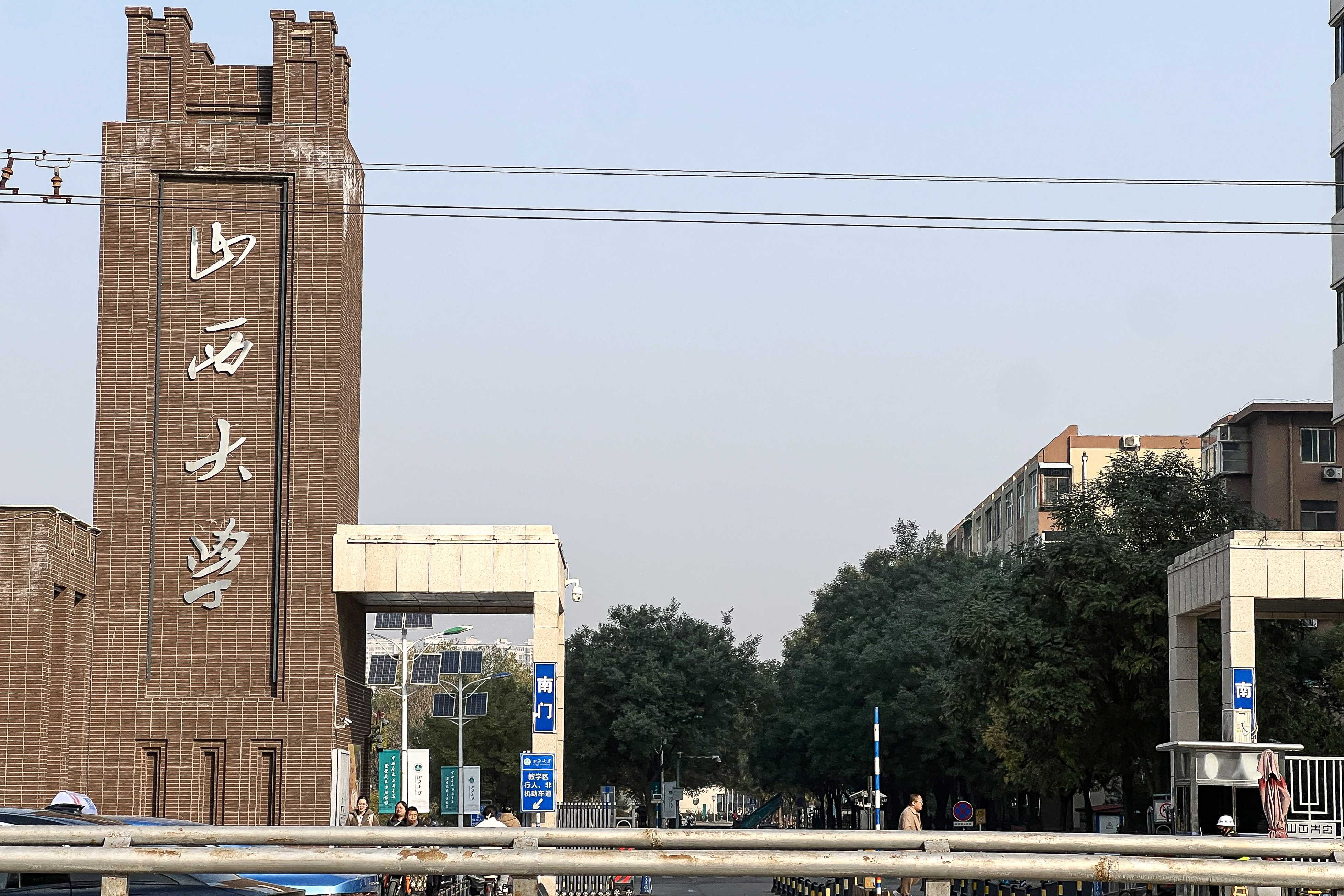
山西大学坞城校区南门（2024年）

1958年，在“大跃进”的过程中，山西省筹备建立山西科技大学。但是该计划没有得到上级的批准。因此山西省退而求其次，准备组建山西大学。
1959年9月17日，山西大学成立。教师由南开大学、天津师范学院等学校调入，校舍则借用自山西师范学院。由于该校师生人数不多，当地人称之为“小山大”。1960年，该校共有教师106人，学生640人。
1961年，由于经济困难，中共山西省委决定将该校（小山大）与山西师范学院合并，仍定名为山西大学。山西大学成功复校。
1962年，山西体育学院、山西艺术学院并入山西大学。
1966年末，受到全国“文化大革命”风潮的影响，山西大学内部分化为“八八红旗战斗队”和“八一四毛泽东思想先锋大队”两个造反派。1967年1月12日，“八八”战斗队在大队长李大纲的率领下夺取了中共山西省委的权力。1月13日，“八一四”战斗队在校内夺取了山西大学的权力。
1968年9月，工宣队和军宣队进入山西大学，但是山西大学的武斗有增无减。
1969年7月，中共中央下发“七·二三布告”。山西大学武斗基本停止。同年9月，成立山西大学革命委员会。
1969年12月，山西大学收到山西省革命委员会的战备疏散令，从太原出发，于次年（1970年）抵达昔阳县。1970年9月，全体人员返回太原。
1972年4月，首届工农兵大学生进入山西大学就读。
1981年冬季，经国务院学位委员会批准，山西大学首批7个学科（中国近代史、中国古代史、中国古代文学、科学社会主义、哲学、动物学、光学）有权授予硕士学位。
1988年，山西大学正式成立研究生处，2001年11月研究生处改制为研究生学院，2011年6月，研究生学院正式更名为“山西大学研究生院”。
1993年，山西大学成为博士学位授予单位。
2005年5月, 山西大学成为山西省人民政府与教育部共同建设的省部共建大学。
2012年5月，入选“中西部高校基础能力建设工程”高校；11月，成为山西省唯一一所国家“中西部高校综合实力提升工程”入选高校，进入“一省一校”国家建设有特色、高水平大学的新平台。
2014年6月，太原电力高等专科学校并入山西大学，成为山西大学的大东关校区。
2016年3月2日，山西省教育厅厅务会审议通过《山西大学章程》并予以核准。
2020年12月18日，经中华人民共和国教育部批准，将山西大学商务学院、山西交通职业技术学院、山西建筑职业技术学院办学资源整合，重组为公办本科层次职业高等学校山西工程科技职业大学，由山西省人民政府管理领导。原由山西大学管理的独立学院山西大学商务学院建制撤销。
2021年8月28日，山西大学东山校区启用。
2022年2月，山西大学以哲学、物理学两个学科进入国家“双一流”建设高校行列。

## 历任校长
1. 姚文栋（1902年3月 - 1902年5月）

2. 沈敦和（1902年5月 - 1906年7月）

3. 杨熊祥（1904年春  - 1905年）

4. 傅岳棻（1905年9月 - 1906年8月）

5. 丁宝铨（1906年7月 - 1907年春）

6. 解荣辂（1906年8月 - 1909年9月）

7. 渠本翘（1909年9月 - 1910年3月）

8. 胡钧（1910年3月 - 1912年2月）

9. 李镜蓉（1912年2月 - 1912年5月）

10. 高时臻（1912年5月 - 1916年5月）

11. 田应璜（1916年5月 - 1916年8月）

12. 高时臻（1916年8月 - 1918年8月）

13. 王录勋（1918年8月 - 1937年11月）

14. 冯纶（1939年10月 - 1939年12月）

15. 阎锡山（1939年12月 - 1943年4月）

16. 王怀明（1943年4月 - 1946年6月）

17. 徐士瑚（1946年6月 - 1949年7月）

18. 邓初民（1949年9月 - 1953年12月）

19. 梁园东（1953年12月 - 1958年6月）

20. 杨蕉圃（1958年6月 - 1959年9月）

21. 焦国鼐（1959年9月 - 1965年）

22. 焦国鼐（1973年 - 1980年）

23. 甄华（1980年2月 - 1981年4月）

24. 陈舜礼（1982年4月 - 1983年9月）

25. 程人乾（1984年3月 - 1987年12月）

26. 李旦初（1987年10月 - 1988年12月）

27. 李镇西（1988年12月 - 1991年）

28. 彭堃墀（1991年6月 - 2000年10月）

29. 郭贵春（2000年10月 - 2012年8月）

30. 贾锁堂（2012年8月 - 2018年9月）

31. 黄桂田（2018年9月 - 今）

## 院系设置
| 人文学科                                                        | 社会科学                                                                               | 自然科学                                                               | 工程 | 其他     | 孔子学院                         | 联合办学                                                                        |
| --------------------------------------------------------------- | -------------------------------------------------------------------------------------- | ---------------------------------------------------------------------- | --- | -------- | -------------------------------- | ------------------------------------------------------------------------------- |
| 文学院 历史文化学院 哲学社会学学院 外国语学院 音乐学院 美术学院 | 政治与公共管理学院 教育科学学院 经济与管理学院 法学院 体育学院 马克思主义学院 新闻学院 | 数学科学学院 物理电子工程学院 化学化工学院 生命科学学院 环境与资源学院 | 计算机与信息技术学院 软件学院 电力工程系 动力工程系 自动化系 土木工程系 电子信息工程系 环境工程系 工程管理系 | 初民学院 | 亚美尼亚 山西大学—美国费佛尔大学 | 山西大学法律职业学院 山西大学职业技术学院 山西大学传媒学院 山西大学生物工程学院 |

## 科学研究
根据2020年5月学校官网显示，学校拥有国家重点实验室1个，教育部人文社会科学重点研究基地1个，省部共建协同创新中心2个，教育部重点实验室2个，环保部重点实验室1个，国家地方联合工程实验室1个，教育部工程研究中心2个，“111”学科创新引智基地3个，国家国际科技合作基地1个；山西省重点实验室9个，山西省协同创新基地5个，山西省工程研究中心4个，山西省人文社会科学重点研究基地7个
重点基地
1. 国家级重点实验室：量子光学与光量子器件实验室
2. 国际科技合作基地：原子分子物理国际联合研究中心
3. 国家级人文科学重点研究基地：科技哲学研究中心
4. 国家级实验教学示范中心：物理教学实验中心、化学教学实验中心
5. 教育部重点实验室：化学生物学与分子工程教育部重点实验室，精细化学品教育部工程研究中心，计算智能与中文信息处理教育部重点实验室
6. 国家地方联合工程实验室：煤化工废弃物综合利用技术国家地方联合工程实验室
7. 环境保护部重点实验室：国家环境保护煤炭废弃物资源化高效利用技术实验室
8. 国家级人才培养基地：原子分子物理国际联合研究中心国际科技合作基地、国家理科基础科学研究和教学人才培养基地、国家大学生文化素质教育基地、国家华文教育基地、国家职教师资培训基地、全国青少年科普教育基地、国家“大学生KAB创业教育基地”和国家“大学生KAB创业俱乐部”、国家级社会体育指导员培训基地、教育部互联网应用创新开放平台示范基地、教育部首批卓越法律人才教育培养基地
9. 国家级大学科技园（共建）：山西中北国家大学科技园
10. 山西省院士工作站：量子光学与光量子器件院士工作站、智能信息处理院士工作站和化学生物学院士工作站
11. 山西省人文科学重点研究基地：国学研究中心、马克思主义中国化研究中心、地方高等教育研究中心、方言与口传文化典藏研究中心、管理与决策研究中心、区域社会史研究中心、旅游研究中心
12. 山西省重点实验室与研究中心：生物工程山西省重点实验室、山西省生物工程技术研究中心、量子光学与光量子器件国家重点实验室、智能信息处理山西省重点实验室、功能分子山西省重点实验室、山西省光电工程技术研究中心、山西省中药材GAP工程技术研究中心、山西省功能材料工程技术研究中心

科研所、实验室、研究中心
1. 光电研究所
2. 科学技术哲学研究中心
3. 分子科学研究所
4. 生物技术研究所
5. 黄土高原研究所
6. 现代化学研究所
7. 环境科学与工程中心
8. 理论物理所
9. 激光光谱实验室
10. 应用光电研究室
11. 数学与应用数学研究所
12. 光合细菌研究室
13. 环境技术研究所
14. 应用动物研究所
15. 环境与发展研究中心
16. 科技与社会研究所
17. 中国古代文学研究所
18. 比较文学与世界文学研究所
19. 高等教育研究所
20. 欧洲法研究所
21. 外国语言研究所
22. 艺术研究所
23. 日本研究所
24. 哲学与社会学研究所
25. 中国社会史研究中心
26. 韩国研究中心
27. 诗经研究信息中心
28. 方言研究中心
29. 马克思主义研究中心
30. 传播实验研究中心
31. 女性学研究中心
32. 裴氏文化研究中心
33. 职业教育与继续教育研究中心
34. 杨振宁研究中心
35. 民族传统体育研究中心
36. 企业诊断研究中心
37. 外语考试研究中心
38. 晋商研究中心
39. 经济与文化研究中心
40. 企业竞争力研究中心
41. 教育发展与咨询研究中心
42. 应用心理学研究中心
43. 书法研究中心
44. 新闻与传播研究中心
45. 司法鉴定中心
46. 精细化学品教育部工程研究中心

图书出版
1. 《科学技术哲学研究》
2. 《山西大学学报》
3. 《山西大学校报》
4. 《量子光学学报》
5. 《晋图学刊》
6. 《山大校友》

## 知名校友
| - 王曰伦：地质学家，中国科学院院士 - 孙健初：地质学家，探明玉门油田，中国石油地质的奠基人 - 萧一山：太平天国史专家 - 冀贡泉：法学家，政治人物 - 施今墨：现代中医学家 - 王绶：农学家，中国作物育种学和生物统计学的奠基人 - 张靖：长江学者特聘教授 - 江翰：故宫博物院第一任馆长 - 黄侃：语言文字学家 - 姚奠中：章太炎先生晚年收录的七名研究生之一（与鲁迅、周作人同门），中国书法“兰亭奖”终身成就大奖获得者。 - 朱日祥：中国科学院院士 - 武维华：中科院院士，中国农业大学长江学者 - 赵宪庚：中国工程物理研究院院长 - 李银河：中国首位研究性的女社会学家 - 高王凌：历史学者，研究中国十八世纪与二十世纪历史与中国农村变革 - 刘奋荣：逻辑学学者，清华大学哲学系教授，教育部长江学者 - 李棣华：北京外国语学院副院长。 - 刘盼遂：古典文学家，音韵学家，曾任北京师范大学教授。 - 徐森玉：文物学家，曾任北京大学图书馆馆长，上海博物馆馆长。 - 章廷谦：山西大学预科毕业，随同鲁迅发起组织“语丝社”，曾任北京大学教授。 - 景耀月：政治家，武昌起义成功后任各省都督府代表联合会代理议长，《中华民国临时约法》起草委员 - 续西峰：革命家，辛亥革命时率领义军坚守大同，1916年袁世凯死后，任参议院议员。 - 周克昌：中华民国第一届国会议员，总统府顾问，财政部顾问 - 王用宾：国民政府司法行政部部长 - 杨兆泰：国民政府内政部部长 - 南桂馨：天津市长，第一届国民大会代表 - 刘少白: 曾任山西省政协副主席 - 杨志明:人力资源和社会保障部副部长 - 李雪峰：原全国人大常委会副委员长，薄熙来前岳父。 - 孙英：原甘肃省省委书记，省长，中共中央党史研究室主任 - 薛延忠：山西省委副书记，省政协主席 - 郭裕怀：原山西省政协主席 - 郑林：原山西省政协主席 - 杨志明：人力资源和社会保障部副部长 - 吕日周：改革家，山西省政协副主席 - 李雁红：山西省政协原副主席 - 高建民：国家广播电视总局原副局长、党组成员 - 申维辰：中宣部原副部长 - 耿彦波：太原市原市长 - 谢海：中共临汾市委原书记 - 夏振贵：中共临汾市委原书记 - 杜善学：山西省委原常委、副省长 - 廉毅敏：浙江省政协主席、党组书记 - 王凯：河南省委副书记、省长 - 贾樟柯：导演 - 孙正平：中国中央电视台体育频道主持人 - 邓映易：歌曲译配师 - 谭晶：歌手 - 阎维文：歌手 - 常永祥：2008奥运会摔跤亚军 - 薛瑞鹏：全运会蛙泳冠军 |